# Heleobia spinellii
Heleobia spinellii is een slakkensoort uit de familie van de Hydrobiidae. De wetenschappelijke naam van de soort is voor het eerst geldig gepubliceerd in 1860 door Gredler.